# تقيح الدم
تقيح الدم  (بالإنجليزية: pyaemia)‏ هو أحد أنواع تسمم الدم الذي يؤدي إلى خراجات ذات طبيعة نقيلة واسعة الانتشار. عادة ما تكون بسبب بكتيريا مكورة عنقودية عن طريق كائنات عضوية تكون القيح. وبغض النظر عن الخراجات المميزة، يُظهر تقيح الدم نفس أعراض الأنواع الأخرى من تسمم الدم. وكانت تقريبًا قاتلة على مستوى العالم قبل استخدام المضادات الحيوية.
السير ويليام أوسلر وضع نقاش في ثلاث صفحات عن تقيح الدم في كتابه المبادئ وممارسة الطب، الذي نُشر عام 1892. وقد عرف تقيح الدم كما يلي:
وفي وقت سابق، أجناتس سيملفيس -الذي توفي بسبب المرض بعد ذلك- أدرج بابًا بعنوان «حُمّى النفاس هي أحد أنواع تقيح الدم» في بحثه،  سبب حُمّى النفاس (1861). وضعت جين جراي سويشلم عنوان نصف قرن في سيرتها الذاتية، تصف فيه علاج تقيح الدم عام 1862 أثناء الحرب الأهلية الأمريكية. 

## الأعراض
يتصف المرض بأرتفاع متقطع في درجة الحرارة مع رعشة متكررة، عمليات نقيلية في العديد من أجزاء الجسم، خاصة الرئتين; التهاب رئوي إنتاني; دبيلة. وقد يكون قاتل

## العلاج
المضادات الحيوية فعّالة. ويمثل العلاج الوقائي في منع التقيح.